# Tim de Zeeuw
Pieter Timotheus (Tim) de Zeeuw (Sleen, 12 mei 1956) is een Nederlands astronoom die internationale bekendheid verwierf door zijn onderzoek naar sterrenstelsels. Hij is betrokken bij het ontwikkelen van dynamische modellen voor sterrenstelsels waarmee de eigenschappen ervan beter kunnen worden vastgesteld en zo de processen rondom vorming van sterrenstelsels beter begrepen kunnen worden.

## Wetenschappelijke loopbaan
De Zeeuw behaalde in 1984 aan de Rijksuniversiteit Leiden cum laude de graad van doctor in de astronomie. Daarna heeft hij gewerkt in de Verenigde Staten, aan het Institute for Advanced Study in Princeton, en aan het California Institute of Technology in Pasadena.
Hij werd in 1991 aangesteld als gewoon hoogleraar theoretische sterrenkunde aan de universiteit Leiden. Zijn onderzoeksterrein aldaar was de astrofysica, in het bijzonder de vorming, structuur en dynamiek van sterrenstelsels. De titel van zijn oratie was Vreemde Bewegingen in Simpele Sterrenstelsels.
Hij was directeur van de Sterrewacht Leiden en directeur van de Nederlandse Onderzoekschool voor Astronomie (NOVA, samenwerkingsverband van sterrenkundigen van de Nederlandse universiteiten); vanaf 2003 voorzitter van de Council van het Space Telescope Science Institute in Baltimore (VS).
De Zeeuw heeft ruim vierhonderd wetenschappelijke publicaties en enkele boeken op zijn naam staan als auteur of co-auteur. Hij was van 2006 tot oktober 2022 lid van de Koninklijke Nederlandse Akademie van Wetenschappen. Hij heeft ook artikelen geschreven voor populairwetenschappelijke tijdschriften als Zenit en Natuur en Techniek.
Op 1 september 2007 werd hij benoemd tot directeur-generaal van de Europese Zuidelijke Sterrenwacht (ESO), de sterrenkundige organisatie met observatoria in Zuid-Amerika. In 2017 werd hij opgevolgd door Xavier Barcons.
Promovendi van de Zeeuw waren onder meer Anthony Brown, Marijn Franx en Amina Helmi.

### Intimiderend en ongewenst gedrag
Op 18 oktober 2022 bracht de Universiteit Leiden naar buiten dat de onafhankelijke klachtencommissie van de universiteit geconcludeerd had dat een hoogleraar van de Universiteit Leiden zich "gedurende langere periode en tegenover verschillende collega's op de werkvloer schuldig [heeft] gemaakt aan intimiderend en ongewenst gedrag". Bij de aanvang van het onderzoek door de klachtencommissie was de hoogleraar al op non-actief gesteld. Op 18 oktober besloot het college van bestuur dat hij "niet meer terug mag keren op de universiteit", geen promovendi meer mocht begeleiden en ook geen gebruik meer mocht maken van voorzieningen voor hoogleraren en emeritus-hoogleraren. Drie dagen later werd verduidelijkt dat het ging om zaken als machtsmisbruik, genderdiscriminatie en het stelselmatig zwart maken en kleineren van medewerkers, en dat deze zaken over een periode van enkele jaren hadden plaatsgevonden. De hoogleraarstitel werd hem niet afgenomen, ook werd hij niet ontslagen. 
Uit privacyoverwegingen werd de naam van de hoogleraar door de universiteit niet bekendgemaakt. Op 25 oktober publiceerden meerdere media dat het in deze zaak ging om De Zeeuw. De Zeeuw liet via zijn advocaat weten het niet eens te zijn met de maatregelen tegen hem, maar zich eraan te houden. Het Max-Planck-Institut für Astrophysik in Duitsland, waar hij als buitengewoon hoogleraar aan verbonden was, liet weten zelf geen aanwijzingen te hebben voor wangedrag van De Zeeuw, maar desondanks de banden met hem te verbreken. De ESO ontzegde hem de toegang tot alle faciliteiten. De KNAW schorste De Zeeuw als lid, waarna hij aangaf zijn lidmaatschap geheel te beëindigen.

## Onderscheidingen (selectie)
- Descartes-Huygens Prijs 2001[11]
- eredoctoraat Universiteit Lyon, 2003
- eredoctoraat Universiteit van Chicago, juni 2007[12]
- ridder in de Orde van de Nederlandse Leeuw, 14 mei 2018[13]

## Persoonlijk
De Zeeuw is getrouwd met astronoom Ewine van Dishoeck. Zij behaalden op dezelfde dag hun doctorsgraad. Naar beide is een planetoïde genoemd: de 10970 de Zeeuw en de 10971 van Dishoeck.